# Дюпоте, Жюль Дени
Жюль Дени Барон Дюпоте или Дюпоте Сенвуа (12 апреля 1796, Сенвуа-ле-От — 1 июля 1881, Париж) — французский врач, эзотерик и гипнотизер. Часть своей жизни он практиковал гомеопатию в Лондоне и был авторитетным месмеристом — последователем учения Франца Антона Месмера о животном магнетизме.

## Биография
Он родился 12 апреля 1796 года в Сенвуа-ле-От. Его отец был дворянином и владел поместьем Сенвуа.
Начиная с 1826 года он управлял свободной школой магнетизма в Париже, с 1837 по 1845 вел частную практику врачом-гомеопатом, где успешно лечил молодых девушек от эпилепсии в Северной Лондонской больнице, но, согласно письму редактора The Lancet, его опыты стали предметом сплетен. Мишель Фуко в курсе лекций «Психиатрическая власть», прочитанном в Коллеж де Франс в 1973—1974 учебном году, в негативном свете упоминает этот факт.
Дюпоте являлся в высшей степени успешным месмеристом. В течение 30 лет он практиковал месмеризм, изучал сомнамбулизм и обезболивание в трансе, давал сеансы ясновидения, собирал сведения о лечебных свойствах животного магнетизма. Свой трактат о нём он написал в Санкт-Петербурге, где, по его словам, занимаясь магнетической практикой, загипнотизировал 500 человек. Некоторые объясняли его успех тем, что у Дюпоте не хватало большого пальца на правой руке. Его репутация, однако, была такова, что ходили слухи, мол, однажды некий мужчина был осужден и казнен только на основании одного из его сеансов ясновидения.
Дюпоте Сенвуа женился дважды. Первый раз на Аглае Сонье в Париже в 1833, второй раз на Мари Изауре Эро. Он умер в Париже в 1881 и похоронен на кладбище Монмартр.

## Взгляды
Для Дюпоте, который вёл переписку с месмеристами по всему миру, месмеризм был не утопическим социализмом, а средством, помогающим трансформации общества, почти революцией. В статье от 1890 года английский оккультный журнал Lucifer восхвалял его как рьяного поборника месмеризма, «чей влиятельный голос возможно остановил карикатурный гипнотизм».
Дюпоте Сенвуа исследовал оккультные приложения месмеризма. Элифас Леви высоко оценил его в своей книге История Магии, сказав, что магнетизм открыл для него секреты магии. В отличие от Леви, он считал, что транс делал возможным контакт с бесплотными духами и мертвыми, а его окружение верило в удаленное управление посредством магнетических потоков. Он состоял членом Теософского общества, а Блаватская часто цитировала его письменные труды и считала Посвящённым. В своей книге «Открытие бессознательного» Анри Элленберже утверждал, что у него развилась мания величия.

## Творчество
Дюпоте был редактором журнала Journal du magnetisme с 1845 по 1861. Книги, которые он написал, включают «Руководство к изучению животного магнетизма, собранное из тридцатилетних опытов и наблюдений» (СПб., 1856) и «Разоблачённую магию» (или «Начала оккультной науки»).

### Список произведений
- Опыты животного магнетизма. — СПб.: Паровая скоропечатня Г. П. Пожарова, 1900. — 71 с.
- Разоблачённая магия (или Начала оккультной науки) = La magie dévoilée, ou Principes de science occulte. — Нижний Новгород: А. Г. Москвичёв, 2013. — 304 с. — 500 экз. — ISBN 978-5-904844-55-4.